# عضلة مستعرضة بطنية
العضلة المستعرضة البطنية (باللاتينية: Musculus transversus abdominis) هي عبارة عن طبقة من العضلات الأمامية والجانبية لجدار البطن، وأعمق من العضلة المائلة الداخلية.